# Aylin Aslım

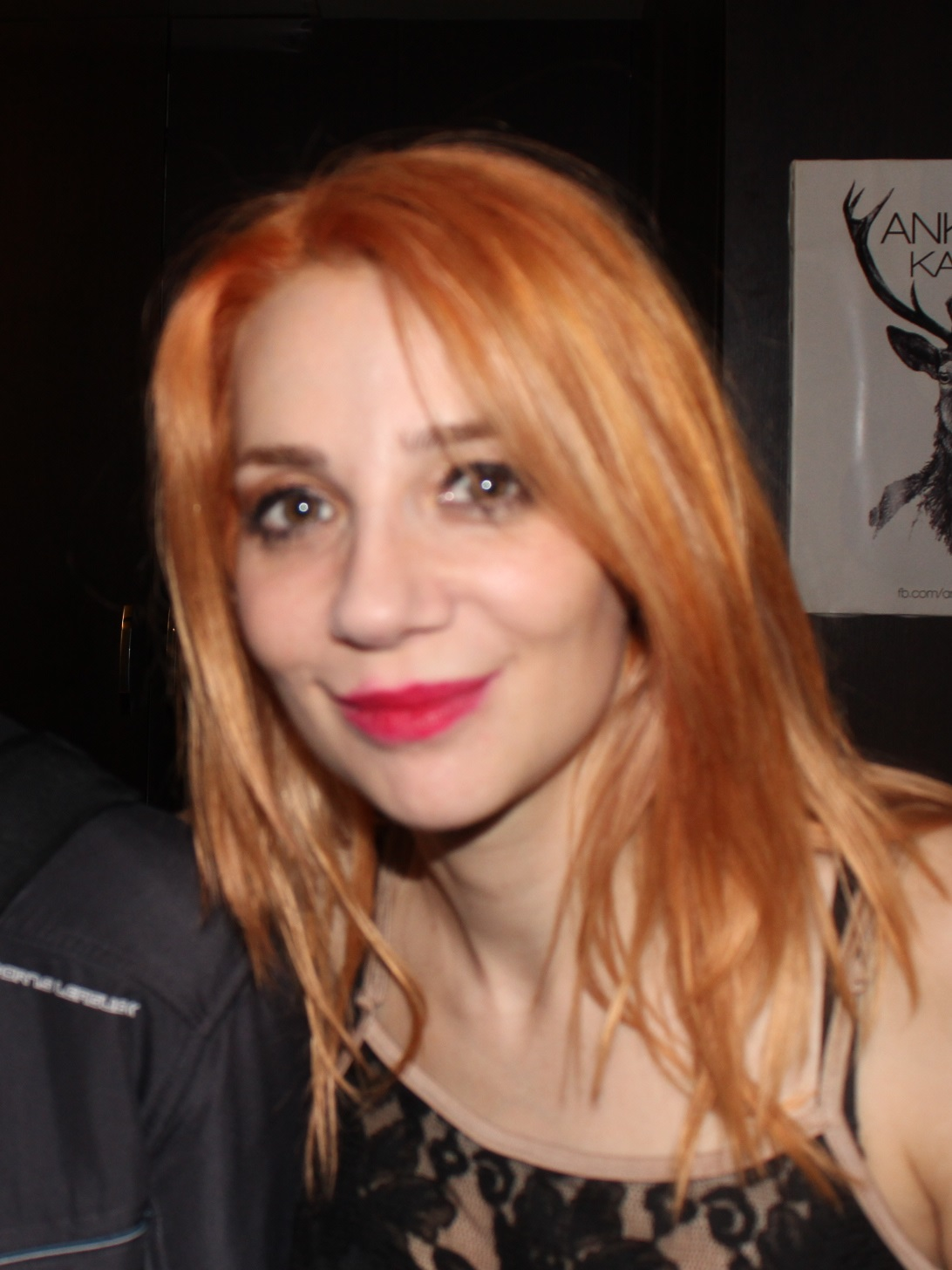
Aylin Aslım (2014)

Aylin Aslım (* 14. Februar 1976 in Lich, Deutschland) ist eine türkische Pop-Rocksängerin.

## Leben und Karriere
Ihre Familie stammte aus Jugoslawien. Obwohl in Deutschland geboren, wuchs sie in der Türkei bei ihrer Großmutter auf. Seit 2017 lebt sie in Kaş, wo sie die Bar Gagarin betreibt. Am 14. November 2020 heiratete sie den Flötisten Utku Vargı.
1996 gründete sie die Band Zeytin, 1998 Süpersonik. Mit House DJ Mert Yücel nahm sie 2003 unter dem Namen „Mish-Mish“ den Track Dreamer auf.
Ihr Debütalbum Gelgit war ein Synthiepop-Album. Auf ihrem zweiten Album Gülyabani wechselte sie zum Poprock. Ihre Band („Aylin Aslım ve Tayfası“) bestand aus Ayşe Özgümüş, Gitarre, und Ayça Sarıgül, Bass. Der Titel Senin Gibi aus ihrem ersten Album ist im Film Gegen die Wand zu hören. Der Titel Keşke, ebenfalls aus ihrem ersten Album, ist im Film İki Genç Kız zu hören. Außerdem sang sie 2009 auf dem Album Schuldig der Band Letzte Instanz bei dem Lied Der Garten mit.
Sie spielte eine Rolle in der Serie Son auf dem türkischen Sender ATV.

## Diskografie

### Alben
- 2000: Gelgit
- 2005: Gülyabani
- 2009: Canını Seven Kaçsın
- 2013: Zümrüdüanka
- 2020: Annelerden Çocuklara Minik Adımlar (Konzeptalbum)

### Live-Alben
- 2020: Akustikhane Kayıtları

### Soundtracks
- 2001: 80060 (mit Burak Şentürk)

### Lieder und Kollaborationen mit anderen Künstlern
| - 2001: Senin Gibi - 2001: Zor Günler - 2002: 4 Gün 4 Gece - 2003: Dreamer (unter dem Pseudonym Mish-Mish mit Mert Yücel & DJB) - 2003: Savaşa Hiç Gerek Yok (mit Athena, Bülent Ortaçgil, Mor ve Ötesi, Vega, Feridun Düzağaç, Koray Candemir & Nejat Yavaşoğulları) - 2004: Kimdi Giden Kimdi Kalan - 2005: Bazı Yalanlar - 2005: Ben Kalender Meşrebim - 2005: Gülyabani - 2006: Ahh - 2006: Hala (mit Tanju Eren) - 2006: Kendin Oldun (mit Ogün Sanlısoy) - 2006: Bağdat Kafe (mit Bulutsuzluk Özlemi) - 2007: Bir Çocuk Sevdim - 2008: Karar Verdim - 2008: Madde Madde (mit Rock Sınıfı) - 2009: Sen Mi? - 2009: Hoşuna Gitmedi Mi? - 2009: Der Garten (mit Letzte Instanz) - 2009: Yok Olduk (mit Selim Demirdelen) - 2009: Ben Yaptım (mit Selim Demirdelen) | - 2010: Aşk Geri Gelir - 2010: Herkes Gider Mi? (mit Cem Adrian) - 2011: Özgürce Yaşa - 2012: Dilek Tutmak (mit Genç Osman Yavaş) - 2013: İki Zavallı Kuş (mit Teoman) - 2013: İşte Sana Bir Tango - 2014: Ölünür De - 2014: İçimde Ölen Biri - 2015: Hayat Güzel - 2015: Başka Bir Dünya - 2015: Küçük Sırlar - 2016: Elveda (mit Vera) - 2016: Yanımda Sen Olmayınca (mit Metin Türkcan) - 2017: Böyle Olur Mu (mit Sabahat Akkiraz) - 2017: Mevlam Gül Diyerek - 2018: Ankara'dan Abim Geldi - 2020: Geçiyorum (mit Ah! Kosmos) - 2022: Kaybederken İnsan (mit Mengene) - 2023: Cambazın Düşüşü (mit Doğan Duru) - 2023: Beni Vur (mit Cem Adrian) - 2024: Sen Hep Böyle Kal - 2025: Goca Dünya (mit Alp Erkin Çakmak) - 2025: Şarkılarım |

Quelle:

## Filmografie
Filme
- 2013: Şarkı Söyleyen Kadınlar
- 2015: Adana İşi

Serien
- 2012: Son
- 2018: İstanbullu Gelin